# Colonization
Colonization este un joc de strategie pe tururi creat de Brian Reynolds și Sid Meier, lansat de Microprose în 1994. Este un joc pe ture pe tema colonizării Americii de către cele 4 puteri europene: Anglia, Franța, Spania și Olanda. A fost original lansat pentru DOS și mai târziu în 1995 pentru: Windows, Amiga și Macintosh.
Colonization este mai mult îmbunătățirea jocului Sid Meier's Civilization (1991) în viziunea designului, dar cele două jocuri sunt diferite. În loc de a construi un imperiu de la zero, jucătorul trebuie să treacă Oceanul Atlantic și să construiască colonii care mai târziu își vor putea câștiga independența. Pentru a câștiga jocul, jucătorul trebuie să își declare independența printr-un război de independență.
Jocul începe în anul 1492 d.Hr. Jucătorul controlează forțele coloniale ale Angliei, Franței, Spaniei sau Olandei; celălalte puteri vor fi controlate de către computer. Jocul poate fi jucat pe o hartă istorică a Americii sau o hartă generată întâmplător. 

## Platforme
| Amiga    | Amiga            |
| -------- | ---------------- |
| Lansat:  | 31 mai 1995      |
| Media:   | 3.5" floppy disk |
| Cerințe: | 1 MB RAM         |
| Input:   | Tastatură, Maus  |

| DOS      | DOS                                                |
| -------- | -------------------------------------------------- |
| Lansat:  | 1994                                               |
| Media:   | 3.5" Dischetă (x2) și CD-ROM                       |
| Cerințe: | 80286 CPU, DOS 4.0-7.0, 640KB RAM, major soundcard |
| Input:   | Tastatură, Maus                                    |

| Macintosh | Macintosh            |
| --------- | -------------------- |
| Lansat:   | 1995                 |
| Media:    | CD-ROM               |
| Cerințe:  | Mac OS, 5MB free RAM |
| Input:    | Tastatură, Maus      |

| Windows  | Windows                  |
| -------- | ------------------------ |
| Lansat:  | 24 mai 1995              |
| Media:   | CD-ROM                   |
| Cerințe: | Windows 3.1 sau mai mare |
| Input:   | Tastatură, Maus          |

## Legăuri externe
- Colonization Fans Arhivat în 27 iulie 2019, la Wayback Machine.

1. 1 2 3  Steam, accesat în 24 aprilie 2022